# ونکری
ونکری (به انگلیسی: Venkarai) یک زیستگاه انسانی در هند است که در Namakkal district واقع شده‌است.

## خصوصیات
ونکری ۱۳٬۴۴۷ نفر جمعیت دارد.